# Боротьба на літніх Олімпійських іграх 2004
Змагання з боротьби на Олімпійських іграх 2004 в Афінах проходили з 22 до 29 серпня в Олімпійському залі Ано-Ліосії на 6 000 місць, де також проходили змагання із дзюдо.
Змагання поділялися на дві дисципліни, вільну і греко-римську боротьбу, які в свою чергу поділялися на різні вагові категорії. Чоловіки змагалися в обох дисциплінах, тоді як жінки взяли участь лише у змаганнях з вільної боротьби. Загалом розігрувалося 18 комплектів нагород. Це була перша Олімпіада, на якій жінки брали участь у змаганнях з боротьби. Вони боролися у чотирьох вагових категоріях — від 48 до 72 кг. Чоловіки боролися у 7 вагових категоріях в кожному зі стилів, в порівнянні з 8 категоріями у 2000 році. Крім того, найважча категорія у чоловіків тепер обмежувалася верхньою межею 120 кг (264 фунта), в порівнянні з 130 кг (286 фунтів) на попередній Олімпіаді.
Формат змагань, в кожній дисципліні був такий же, як у 2000 році — приблизно 20 борців у кожній ваговій категорії були розділені на шість груп, з кваліфікацією, проведеною в кожній групі. Переможці кожної групи вийшли до чвертьфіналів, де далі застосовувалась олімпійська система. Росія знову стала домінуючою збірною у боротьбі серед чоловіків, завоювавши 9 медалей, з них 5 золотих медалей, а також завоювавши найбільше золотих і взагалі медалей в усіх дисциплінах. Серед жінок, провідною країною була Японія, завоювавши загалом 4 медалі, з них 2 золоті. Вона ж вийшла на друге місце у загальному заліку.
У змаганнях взяло участь 342 учасники (50 жінок і 292 чоловіка) з 66 країн.
- Наймолодший учасник: Ван Сюй (Китай; 18 років, 330 днів).
- Найстаріший учасник: Джон Таркон (Палау; 38 років, 262 днів).

## Медалі

### Чоловіча вільна боротьба
| Вага      | Золото                      | Срібло                         | Бронза                    |
| --------- | --------------------------- | ------------------------------ | ------------------------- |
| До 55 кг  | Мавлет Батиров · Росія      | Стефен Ебас · США              | Танабе Чикара · Японія    |
| До 60 кг  | Яндро Кінтана · Куба        | Масуд Мустафа Джокар · Іран    | Іноуе Кендзі · Японія     |
| До 66 кг  | Ельбрус Тедеєв · Україна    | Джемілл Келлі · США            | Махач Муртазалієв · Росія |
| До 74 кг  | Бувайсар Сайтієв · Росія    | Геннадій Лалієв · Казахстан    | Іван Фундора · Куба       |
| До 84 кг  | Кел Сандерсон · США         | Мун Ий Дже · Південна Корея    | Сажид Сажидов · Росія     |
| До 96 кг  | Хаджимурат Гацалов · Росія  | Магомед Ібрагімов · Узбекистан | Аліреза Гейдарі · Іран    |
| До 120 кг | Артур Таймазов · Узбекистан | Аліреза Резаей · Іран          | Айдин Полатчі · Туреччина |

### Чоловіча греко-римська боротьба
| Вага      | Золото                              | Срібло                           | Бронза                         |
| --------- | ----------------------------------- | -------------------------------- | ------------------------------ |
| До 55 кг  | Іштван Майорош · Угорщина           | Гейдар Мамедалієв · Росія        | Артем Кюрегян · Греція         |
| До 60 кг  | Чон Джи Хен · Південна Корея        | Роберто Монсон · Куба            | Армен Назарян · Болгарія       |
| До 66 кг  | Фарід Мансуров · Азербайджан        | Шереф Ероглу · Туреччина         | Мхітар Манукян · Казахстан     |
| До 74 кг  | Олександр Доктуришвілі · Узбекистан | Марко Ілі-Ханнуксела · Фінляндія | Вартерес Самургашев · Росія    |
| До 84 кг  | Олексій Мішин · Росія               | Ара Абрахамян · Швеція           | В'ячеслав Макаренко · Білорусь |
| До 96 кг  | Карам Габер · Єгипет                | Рамаз Нозадзе · Грузія           | Мехмет Озал · Туреччина        |
| До 120 кг | Хасан Бароєв · Росія                | Георгій Цурцумія · Казахстан     | Рулон Гарднер · США            |

### Жіноча вільна боротьба
| Вес      | Золото                  | Срібло                  | Бронза                  |
| -------- | ----------------------- | ----------------------- | ----------------------- |
| До 48 кг | Ірина Мерлені · Україна | Ітьо Тіхару · Японія    | Патрісія Міранда · США  |
| До 55 кг | Йосіда Саорі · Японія   | Тоня Вербік · Канада    | Анна Гоміс · Франція    |
| До 63 кг | Ітьо Каорі · Японія     | Сара Макманн · США      | Ліз Легран · Франція    |
| До 72 кг | Ван Сюй · Китай         | Гюзель Манюрова · Росія | Хамаґуті Кьоко · Японія |

## Медальний залік
| Місце  | Країна               | Золото | Срібло | Бронза | Загалом |
| ------ | -------------------- | ------ | ------ | ------ | ------- |
| 1      | Росія (RUS)          | 5      | 2      | 3      | 10      |
| 2      | Японія (JPN)         | 2      | 1      | 3      | 6       |
| 3      | Узбекистан (UZB)     | 2      | 1      | 0      | 3       |
| 4      | Україна (UKR)        | 2      | 0      | 0      | 2       |
| 5      | США (USA)            | 1      | 3      | 2      | 6       |
| 6      | Куба (CUB)           | 1      | 1      | 1      | 3       |
| 7      | Південна Корея (KOR) | 1      | 1      | 0      | 2       |
| 8      | Азербайджан (AZE)    | 1      | 0      | 0      | 1       |
| 8      | Китай (CHN)          | 1      | 0      | 0      | 1       |
| 8      | Єгипет (EGY)         | 1      | 0      | 0      | 1       |
| 8      | Угорщина (HUN)       | 1      | 0      | 0      | 1       |
| 12     | Іран (IRI)           | 0      | 2      | 1      | 3       |
| 12     | Казахстан (KAZ)      | 0      | 2      | 1      | 3       |
| 14     | Туреччина (TUR)      | 0      | 1      | 2      | 3       |
| 15     | Канада (CAN)         | 0      | 1      | 0      | 1       |
| 15     | Фінляндія (FIN)      | 0      | 1      | 0      | 1       |
| 15     | Грузія (GEO)         | 0      | 1      | 0      | 1       |
| 15     | Швеція (SWE)         | 0      | 1      | 0      | 1       |
| 19     | Франція (FRA)        | 0      | 0      | 2      | 2       |
| 20     | Білорусь (BLR)       | 0      | 0      | 1      | 1       |
| 20     | Болгарія (BUL)       | 0      | 0      | 1      | 1       |
| 20     | Греція (GRE)         | 0      | 0      | 1      | 1       |
| Всього | Всього               | 18     | 18     | 18     | 54      |

## Учасники
| - Афганістан (1) - Албанія (1) - Алжир (1) - Вірменія (7) - Австралія (1) - Австрія (3) - Азербайджан (7) - Білорусь (10) - Бразилія (1) - Болгарія (13) - Канада (7) - Китай (9) - Колумбія (1) - Куба (12) - Чехія (2) - Данія (1) - Домініканська Республіка (1) - Єгипет (3) - Естонія (1) - Фінляндія (2) - Франція (6) - Північна Македонія (2) | - Грузія (12) - Німеччина (9) - Велика Британія (1) - Греція (18) - Гуам (1) - Гвінея-Бісау (1) - Угорщина (9) - Індія (7) - Іран (13) - Ізраїль (3) - Італія (6) - Японія (13) - Казахстан (12) - Киргизстан (8) - Латвія (1) - Литва (3) - Молдова (2) - Монголія (6) - Намібія (1) - Нігерія (1) - Північна Корея (1) - Норвегія (1) | - Палау (1) - Перу (1) - Польща (9) - Португалія (1) - Пуерто-Рико (1) - Румунія (5) - Росія (18) - Сенегал (1) - Сербія і Чорногорія (1) - Словаччина (3) - ПАР (1) - Південна Корея (9) - Іспанія (2) - Швеція (7) - Швейцарія (2) - Таджикистан (4) - Туніс (1) - Туреччина (12) - Україна (16) - США (17) - Узбекистан (7) - Венесуела (2) |